# 伊宁市园艺场
伊宁市园艺场，是中华人民共和国新疆维吾尔自治区伊犁哈萨克自治州伊宁市下辖的一个乡镇级行政单位。

## 行政区划
伊宁市园艺场下辖以下地区：
伊宁市园艺场虚拟生活区。